# Workers Party of South Africa
Die Workers Party of South Africa (WPSA, deutsch etwa „Arbeiterpartei Südafrikas“) war eine trotzkistische Partei in Südafrika. Sie stellte keine Abgeordneten im südafrikanischen Parlament.

## Geschichte
Die Communist Party of South Africa (CPSA) wurde 1929 durch Einflussnahme internationaler stalinistischer Kreise, die die Frage der schwarzen Bevölkerungsmehrheit missachteten, fast aufgerieben. Die Verbreitung von Kopien der US-amerikanischen trotzkistischen Zeitung The Militant bewirkte in der Folge die Gründung trotzkistischer Gruppen durch ehemalige CPSA-Mitglieder. In Kapstadt entstand 1934 der Lenin Club, dem auch Isaac Blank angehörte, der Ende 1934 nach London zog, um dort die trotzkistische Bewegung anzuführen. In Johannesburg entstand 1934 die Bolshevik-Leninist League of South Africa (etwa „Bolschewistisch-leninistische Liga Südafrikas“). Die League war eng mit der kleinen Johannesburg Laundry Workers’ Union verknüpft, die die Interessen von Wäschereiarbeitern vertrat und 1934 einen Streik der Arbeiter initiierte, der jedoch mit der Entlassung der meisten Teilnehmer endete.
Die Mehrheit des Lenin Club schloss sich im Januar bzw. Februar 1935 mit der Bolshevik-Leninist League of South Africa League zur WPSA zusammen, die Minderheit in Kapstadt gründete die Splittergruppe Communist League of South Africa. Zu den Gründungsmitgliedern der WPSA gehörten Isaac Bangani Tabata, Dora Taylor und Ralph „Raff“ Lee. Leo Trotzki äußerte sich im April 1935 schriftlich zu der Parteigründung. Er begrüßte sie, warnte aber davor, sich zu sehr vom African National Congress abzugrenzen, der ebenfalls die Interessen der unterdrückten Schwarzen vertrat. Es gab zwei Zentren der Partei, Kapstadt und Johannesburg. Innerhalb der Partei wurde der Debattierclub Spartacus Club gegründet. Die Partei beteiligte sich an der im Dezember 1935 gegründeten All African Convention (AAC), die gegen die Rassengesetze der Regierung Hertzog opponierte. In der Frage des Umgangs mit der CPSA gab es innerhalb der Partei Differenzen. Nach einem weiteren erfolglosen Streik zogen mehrere Mitglieder wie Ralph Lee im Juni 1937 nach London, um dort mit Isaak Blank, der sich nun Ted Grant nannte, die trotzkistische Bewegung zu vertreten.
1939 wurden die Aktivitäten der Partei zunehmend unterdrückt, so dass sie in den Untergrund ging. Die WPSA gründete 1943 unter Tabatas Führung die Anti-CAD, die sich gegen die Aktivitäten der Regierungsbehörde Coloured Affairs Department (CAD) richtete, sowie das Non European Unity Movement (NEUM), um weiterhin politisch tätig sein zu können. 1950 bannte die südafrikanische Regierung die Aktivitäten aller kommunistischer Gruppierungen, die NEUM wurde jedoch nicht gebannt. Der Zeitpunkt der Auflösung der WPSA ist nicht bekannt.
Die WPSA gab von 1935 bis 1939 die Zeitung The Spark (deutsch „Der Funke“) heraus. Sie enthielt erheblich mehr theoretische Artikel als Publikationen anderer linker Gruppierungen in Südafrika.